# لانتانا منخفضة
لانتانا منخفضة (الاسم العلمي: Lantana depressa) هي نوع نباتي يتبع جنس اللانتانا من فصيلة اللويزية.